# 南坎巴拉
南坎巴拉是巴西南大河州的一个市镇。总面积1212.534平方公里，总人口6959人，人口密度5.7人/平方公里。